# Jules-Henri Addor
Jules-Henri Addor (* 21. September 1894 in La Lance; † 17. Dezember 1953 in Lausanne; heimatberechtigt in Vuiteboeuf) war ein Schweizer Politiker (FDP).

## Biografie
Addor erlangte 1914 das Primarlehrerpatent und unterrichtete bis 1918 in Morcles. Er studierte Mathematik an der Universität Neuenburg und während der Ferien an der Pariser Sorbonne. 1921 erhielt er das Lizentiat in Neuenburg. Er war von 1922 bis 1927 Lehrer am Progymnasium in Yverdon-les-Bains und unterrichtete von 1928 bis 1937 am Lehrerseminar in Lausanne. Er verfasste diverse Schulbücher.
Ab dem Jahr 1934 war er freisinniger Gemeinderat und von 1938 bis 1945 Stadtpräsident von Lausanne. Im Jahr 1940 wurde er in den Grossen Rat des Kantons Waadt gewählt und hatte dort Einsitz bis 1945. In der Legislaturperiode 1943–1947 politisierte er im Nationalrat, wurde dann aber nicht wiedergewählt.
In der Schweizer Armee war er Oberst. Aufgrund der Anschuldigung, er sei Vater eines unehelichen Kindes, reichte Addor Strafanzeige wegen übler Nachrede ein und gewann den Prozess. Eine weitere unbegründete Anschuldigung, die ihn mit einer Immobilienaffäre der Stadt Lausanne in Verbindung setzte, zwang ihn, erneut vor Gericht zu erscheinen. Er wurde nicht verurteilt, aber trotzdem erst in seinem Todesjahr 1953 rehabilitiert.